# Jungetgård
Jungetgaard en en gammel herregård i Junget Sogn, Nørre Herred i Salling. Indtil 2006 lå den i Viborg Amt.
Den fredede hovedbygning ligger nær Limfjorden på et firkantet voldsted, delvis omgivet af voldgrave, er en sengotisk vinkelbygning, der er opført fra 1548 af Herman Skeel. Det oprindelige anlæg, der er bygget af munkesten på kampestenssokkel, bestod af to fløje mod syd og øst og en spærremur mod vest med spor efter en vægtergang. Den bedst bevarede bygningsdel er sydfløjen i ét højt stokværk over en fladloftet kælder. Den har kamtakkede gavle mod vest og øst, og vestgavlen er bedst bevaret med vandrette rundstave og fladrundbuede loftsglugger. Kun ydermurene har været opført i fuld mur med nu forsvundne karnapper, mens der ind mod gården har været bindingsværksmur med højstolper og tagknægte, nu kun delvis bevaret. Med anvendelse af spærremuren mod vest er der senere, vist i 1700-tallet bygget en vest fløj.
Jungetgaard tilhørte fra den sene middelalder slægten Skeel. En af de tidligst kendte ejere er Albert Andersen Skeel til Hegnet (død ca. 1500) der omkring 1470 måtte afstå en gård i Junget til Peder Mogensen Glob (Due) til Toftum. 
I 1513 ejedes den af Lars Albertsen Skeel og kom i 1538 ved arv til hans bror Anders Skeel til Hegnet, der før sin død overdrog den til sønnen, kongelig rentemester for Christian 3. og landsdommer, Herman Skeel. 
Herman Skeel, der var uddannet på forskellige universiteter, døde i 1555 og ved hans død blev gården overtaget af sønnen Albert Skeel. Albert Skeel var åbenbart en ilter person, idet han i 1609 blev henrettet for krænkelse af tingfreden. Han havde stukket en person ned ved en retssag i Viborg. 
Efter en del arvestridigheder fik muligvis alle hans tre døtre Karen, Kirsten og Ingeborg del i Jungetgaard. Karen Skeel var gift med Bendix Rantzau, som betegnedes som uvederhæftig og af kongen fik forbud mod at afhænde noget af hustruens gods. Efter hendes død måtte han i 1610 aflægge regnskab for alle hendes ejendele og vel afstå Jungetgård. Kirsten Skeel blev i 1621 gift med Peder Bille til Lindved, der i 1624 betegnede Jungetgård som sin. Ingeborg Skeel var gift 2. gang med Palle Rodsteen til Lundsgård, der i 1624 betegnedes som »en af de sidste lodsejere i Junget«.
Derefter har ejerne af Jungetgaard været: 
- Mogens Kaas (Sparre-Kaas) til Tidemandsholm,
- 1634 Hans Bille
- 1672 Steen Bille (og ved hans død enken Mette Sehested)
- o. 1726 konferensråd, stiftamtmand Jørgen Bille
- 1736 grev Schack Vittinghof Holck til Vrå (sigersøn til Jørgen Bille)
- 1750 kommerceråd Laurids Hviid
- 1766 hofjunker Holger Sehested
- 1768 borgmester Johannes Bornemann i Viborg (død i 1780)
- 1781 Anders Mortensen Qvistgaard (død i 1806)
- 1806 Mette Lauridsdatter Ring (Qvistgaards enke)
- 1837 Morten Qvistgaard (død i 1863), Laurentse Qvistgaard(død i 1864) og Pernille Marie Qvistgaard (død i 1876)
- 1880 partikulier A. Gjedde (de tre ovennævnte søskendes svoger)
- 1894 forpagter A. Olesen
- 1907 Elis Bay
- 1909 Et konsortium købte gården for 150.000 kr. til udstykning.
- 1909 Hovedparcellen (22 hektar)købtes af J. P. Pedersen
- 1947 R.Pedersen

56°45′56″N 9°6′25″Ø / 56.76556°N 9.10694°Ø
|  | Denne artikel om en bygning eller et bygningsværk kan blive bedre, hvis der indsættes et (bedre) billede. Du kan hjælpe ved at afsøge Wikimedia Commons for et passende billede eller lægge et op på Wikimedia Commons med en af de tilladte licenser og indsætte det i artiklen. |